# Alexandra Bunton
Alexandra Bunton (Lincoln, 13 ottobre 1993) è una cestista australiana.

## Carriera
Con l'Australia ha disputato i Campionati mondiali del 2018.